# Innovasport

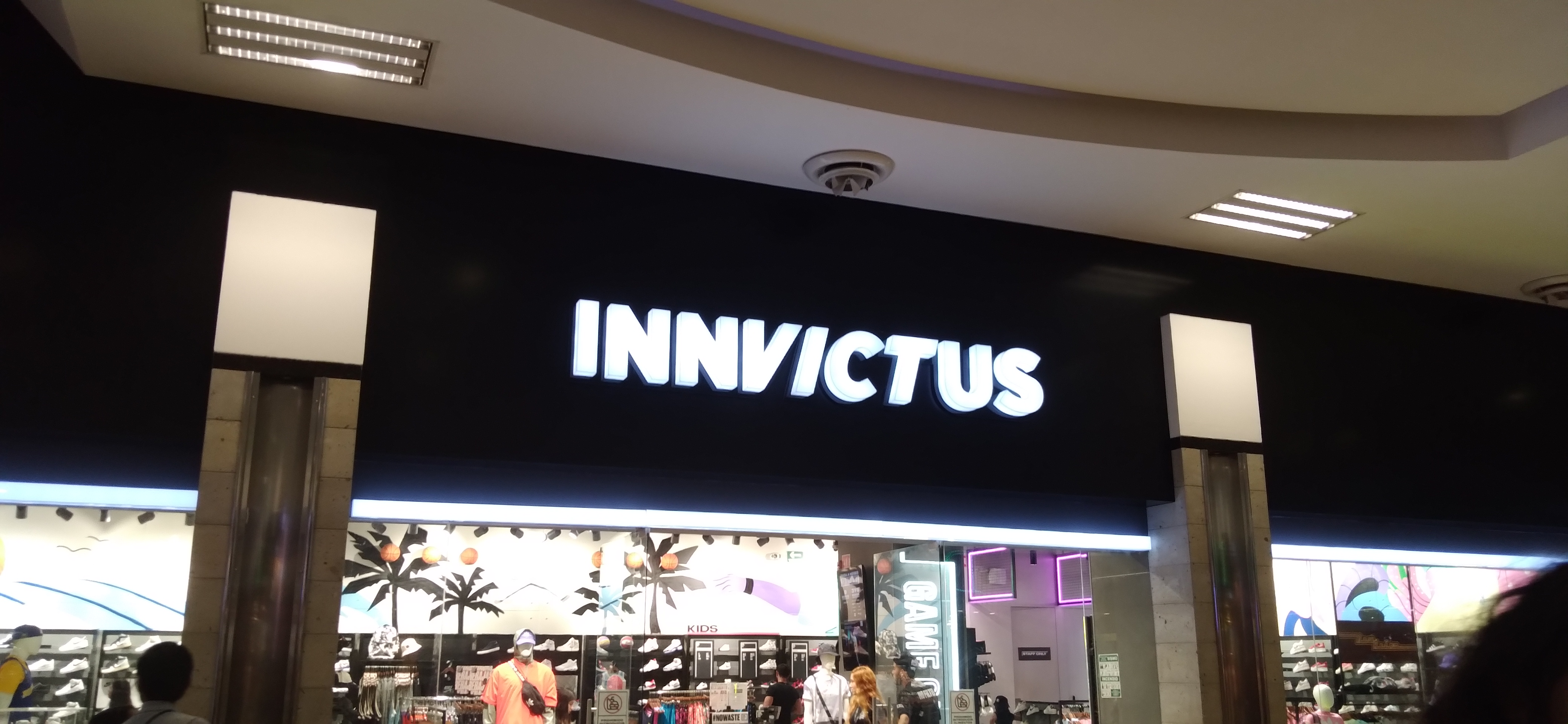
Una tienda Innvictus en el centro comercial Gran Plaza, Mazatlán

Grupo Innovasport es una compañía mexicana que opera, a noviembre de 2023, 200 tiendas de ropa activa y artículos deportivos a lo largo de la República Mexicana. 114 de las tiendas son de la marca Innovasport, 75 de Innvictus y 13 de Over Time . 
El mercado objetivo de Innvictus son los sneakerheads, es decir, fanáticos de los sneakers (tenis, zapatillas) con enfoque en dicho tipo de calzado, accesorios y ropa casual urbana, categorías la venta de las cuales ha crecido exponencialmente en los últimos años. Las tiendas Innvictus ofrecen calzado exclusivo de marcas como Jordan, Nike, Adidas, Puma, etc., y eventos especiales como jornadas de intercambio de sneakers.

## Historia
Francisco Martín Borque fue un inmigrante español en México y cofundó la cadena de hipermercados Soriana con sede en Torreón junto con su hermano Armando . Francisco Martín Bringas y su esposa María Concepción Villar Manrique lanzaron Innovasport en abril de 1999 en el barrio Contry de la ciudad mucho más grande de Monterrey, la ciudad central de la segunda área metropolitana más grande de México. Innvictus se inauguró en abril de 2015 con su primera tienda en el centro comercial Galerías Monterrey, también en la ciudad regiomontana. 
En 2011 Grupo Innovasport abrió la tienda de ropa deportiva y activewear más grande de México, con 2870 m2.

## Dueños
Los dueños del grupo son:
- Organización Marbrin
- Francisco Martín Bringas
- María Concepción Villar Manrique

## Líneas de productos

### Sneakers
Los analistas han señalado que los sneakers  se volvieron muy populares en México en las décadas previas a la década de 2020. Lo que alguna vez fue un simple calzado deportivo se convirtió en un fenómeno de moda y cultural en México, algo que Innvictus aprovechó y monetizó. 
Según Euromonitor International, el mercado mexicano del calzado experimentó un crecimiento de un porcentrage de dos dígitos durante la pandemia de COVID-19, impulsado principalmente por la venta de sneakers.

## Colaboraciones

### NBA
Unos días antes del Juego de la NBA en la Ciudad de México el 9 de noviembre de 2023, la National Basketball Association anunció una colaboración de varios años con InnovaSport para entrar de manera completa al mercado mexicano, ofreciendo a los fanáticos la selección más amplia de productos auténticos de la NBA jamás disponible en México. Esto se realizaría tanto en una cadena de tiendas de la NBA operadas por Innovasport, como en un sitio web de comercio electrónico específicamente diseñado para la NBA y para México, nbatienda.com.
El sitio nbatienda.com estrena: 
- una amplia gama de productos y recuerdos de la NBA a la venta, que incluyen: [5]
  - Ropa para hombres, mujeres y niños, incluso jerseys, camisetas, sudaderas con capucha, pantalones cortos, pantalones (largos), gorras, sneakers y demás calzado, calcetines y cintas para el sudor.
- mochilas, riñoneras, pelotas de baloncesto
- accesorios de jugadores actuales y pasados
- mercancía de licenciatarios incluso de Nike ( Jordan ), Adidas, FILA, Under Armour, 47 Brand, Mitchell &amp; Ness, New Era Cap Company y Wilson Sporting Goods.
- páginas exclusivas para los equipos de la NBA